# Livio Minafra
Livio Minafra (* 16. September 1982 in Bari) ist ein italienischer Jazzmusiker (Piano, Keyboard, Komposition).

## Leben und Wirken
Minafra ist der Sohn des Jazztrompeters Pino Minafra; seine Mutter Margherita Porfido ist Pianistin und Cembalistin. Mit zehn Jahren hatte er ersten Klavierunterricht bei Francesco de Santis. 2001 spielte er in Pino Minafras Sud Ensemble. Seine Studien am Konservatorium Niccolò Piccinni in Bari schloss er 2004 mit Auszeichnung ab. Bereits 2002 nahm er ein erstes Soloalbum La Dolcezza Del Grido (Leo Records) auf. Ab den 2000er-Jahren arbeitete er außerdem mit Keith Tippett (Viva La Black – Live at Ruvo), dem MinAfric Orchestra, der Municipale Balcanica (Foua)  und in der Formation Canto General (mit Roberto Ottaviano, Roberto Bellatalla, Louis Moholo). 2007 folgte ein weiteres Soloalbum, La Fiamma e il Cristallo, das er für Enja aufnahm, wo auch sein Quartettalbum Surprise!!! (2011) erschien. Im folgenden Jahrzehnt nahm er auch mit dem Borgo Ensemble (Ngracalate Osci) und Radiodervish (Bandervish) auf; mit Moholo legte er 2015 das Duoalbum Born Free auf Incipit vor. Tom Lord listet ihn in seiner Diskographie zwischen 2002 und 2007 bei sechs Aufnahmesessions.
Minafra lehrt Jazzpiano am Conservatorio Piccinni di Bari. 2005, 2008 und 2011 gewann er den italienischen Jazzpreis Top Jazz.